# 林正之 (政治家)
林 正之（はやし まさゆき、1957年（昭和32年）3月29日 - 2025年（令和7年）6月8日）は、日本の政治家。富山県氷見市長（2期）。

## 来歴
富山県氷見市出身。氷見市立仏生寺小学校、氷見市立十三中学校、富山県立高岡高等学校卒業。1979年（昭和54年）3月、京都大学工学部土木工学科卒業。同年4月、富山県庁に入庁。
2000年（平成12年）、新幹線交通政策課に配属され、新幹線の誘致活動を行った。2008年（平成20年）、砂防課長として、南砺豪雨災害対策と立山砂防の世界遺産登録に取り組んだ。2010年（平成22年）、都市計画課長として富山駅の高架化事業にあたった。2014年（平成26年）、土木部長に就任。
2016年（平成28年）3月、富山県庁退職。同年8月末、自由民主党氷見市支部に擁立され、次期氷見市長選挙への立候補を表明。
2017年（平成29年）4月2日に行われた市長選挙に、市議17人のうち12人の支持と自民党の推薦を受けて立候補。現職の本川祐治郎を破り初当選を果たした。4月7日、市長就任。選挙の結果は以下のとおり。
※当日有権者数：42,247人 最終投票率：71.94%（前回比：1.01pts）
| 候補者名   | 年齢 | 所属党派 | 新旧別 | 得票数   | 得票率 | 推薦・支持         |
| ---------- | ---- | -------- | ------ | -------- | ------ | ------------------ |
| 林正之     | 60   | 無所属   | 新     | 18,017票 | 59.73% | （推薦）自由民主党 |
| 本川祐治郎 | 49   | 無所属   | 現     | 11,422票 | 37.87% |                    |
| 沢田勇     | 75   | 無所属   | 新     | 724票    | 2.40%  |                    |

2021年（令和3年）3月28日告示、4月4日執行の市長選において無投票で再選された。
2024年（令和6年）7月下旬に体調不良のため、検査入院。退院後の8月8日に行われた定例会見で診断結果は膵臓がんであり、肝臓にも転移している事を公表した。当面は月2回の抗がん剤治療を受けながら、政務を続けることを表明したが、翌年4月の任期満了に伴う再選出馬に関しては明言を避けた。
同年8月25日、氷見市内で開かれた会合で「膵臓がんがステージIVの状態であり、抗がん剤治療で体調が良くないこともあり職務継続が困難な状況となった」ことを明かした上で、本年10月末頃を目処として市長を退任する意向を表明した。9月18日に市議会議長に同年11月8日付で退職する旨の退職申出書を提出した。林は市長選が同年10月27日に投開票が執行される富山県知事選挙と同日になるように調整するとしていたが、同月20日に市長選挙が告示された際に前県経営管理部次長の菊地正寛以外に立候補の届け出がなく、菊地の無投票での初当選が決まった。
2025年6月8日21時10分、膵臓がんのため、高岡市の厚生連高岡病院で死去した。68歳没。

## 政策・主張
- 2017年（平成29年）5月1日付で市役所の3割以上の部署の名称の変更を行った。前市長の本川が作った文字数の多い部署名（例. 「秘書・市民とともに創る未来政策課」「工業・しごとづくり・IJUターン応援課」など）を短縮し、元に戻した。また、本格的な組織・機構の再編を平成30年度4月の第8次総合計画後期基本計画の開始にあわせて実施した[14][15]。
- 2020年（令和2年）2月13日、求人サイトを用いて副市長の全国公募を開始した。副市長の公募は県内の自治体では初めて[16]。林は810人の応募から、元TBSテレビプロデューサーで紺野美沙子の夫の篠田伸二を選任する人事案を氷見市議会に提出。同年3月17日、市議会は同人事案に全会一致で同意した。篠田の任期は4月1日から4年間[17]。2024年（令和6年）に再任された[18]。
- 同年5月15日、新型コロナウイルス対策の財源に充てるため、自身の6月期末手当を50％減額すると発表した。副市長については20％、教育長については10％減額する[19]。